# Андрій Цікота
Андрій Цікота (5 грудня 1891, маєтки Тупольщізна Свенціського повіту — 13 лютого 1952, поблизу міста Тайшет) — архімандрит. Діяч римо-католицької церкви.

## Освіта
Закінчив католицьку Віленську духовну семінарію (1913), католицьку Петроградську духовну академію (1917 зі ступенем кандидата богослов'я).

## Початок релігійної діяльності
З 1914 — священик.
У 1917—1918 — парох парафії в Молодечно, де заснував парафіяльну загальноосвітню школу.
З 1918 — професор фундаментальної та догматичної теології в Мінській духовній семінарії. Брав участь в білоруському національному русі.
У 1920 вступив в орден Маріан, проходив новіціат при Маріампольской обителі в Литві, потім працював в Америці.

## Служіння в Друї
У 1923 році організував перший в історії білоруський католицький монастир в Друї (в Західній Білорусі). Також йому було доручено організація та піклування над жіночим монастирем Сестер служительки Ісуса в Євхаристії, який в той же час починав своє існування в Друї. Зазнавав різкої критики з боку частини польської громади через білоруський характер монастиря Маріан в Друї — попри те, що лояльно ставився до Речі Посполитої та її законів.
За роки перебування в Друї заснував кілька початкових шкіл, а потім і гімназію імені Стефана Баторія, а також жіноче професійне училище крою та шиття. Багатонаціональний і багатоконфесійний характер навчальних закладів (у які приймали не тільки християн, але і євреїв) викликав сильне роздратування антисемітів. При монастирі був відкритий міський театр, видавалася релігійна міжконфесійна газета. Діяльність о. Андрія сприяла і господарському розвитку Друї — місто було електрифіковано і в ньому, з його ініціативи, була відкрита каса взаємодопомоги.

## Генерал Маріан і адміністратор у Харбіні
У 1933 році був обраний генеральним настоятелем (генералом) Ордена отців Маріан, продовжував опікати релігійні та освітні установи Друї до 1938 року, коли білоруські ченці були вислані з міста за рішенням польського уряду. У 1939 був призначений Апостольським адміністратором для католиків східного обряду в Маньчжурії замість о. Фабіана Абрантовіча, який був заарештований радянською владою під час перебування в Польщі в тому ж році.

## Арешт, табір, смерть
22 грудня 1948 року був заарештований китайською комуністичною міліцією і 25 грудня разом з чотирма іншими священиками був переданий радянським органам. З 27 грудня перебував у попередньому ув'язненні в Читі, за збереженими свідченнями, вів себе на слідстві мужньо, піддавався тортурам. Приклад о. Андрія спонукав одного зі священиків відмовитися від зречення від Бога і церкви, до якого його змусив слідчий.
У 1949 році засуджений до 25 років ув'язнення в таборі за звинуваченням в організації терористичного угрупування на базі ліцею Святого Миколая в Харбіні, агітації проти Радянського Союзу і шпигунстві на користь Ватикану. Відбував покарання у сибірських таборах, був тяжко хворий, перед смертю, за спогадами інших ув'язнених, позбавлений медичної допомоги.

## Беатифікація
У 2003 році офіційно розпочався процес беатифікації архімандрита Андрія Цікота.